# 1971

## أحداث
- وقوع حرب تحرير بنجلاديش بداية من 26 مارس 1971 إلى 16 ديسمبر 1971.
- وقوع الحرب الباكستانية الهندية 1971 بداية من 3 ديسمبر 1971 إلى 16 ديسمبر 1971.
- صدر للأستاذ محمد حسنين هيكل أول كتاب باللغة الإنجليزية : The Cairo Documents، وقد ترجم إلى 21 لغة.

### مارس
- 12 مارس - الانقلاب العسكري التركي 1971.

### يوليو
- 10 يوليو - محاولة انقلاب في المغرب : أكثر من 1400 طالب عسكري اتخاذوا قصر الملك في الصخيرات لمدة 3 ساعات وقتلوا 28 شخصا ؛ 158 من المتمردين قُتلوا عندما اقتحمت القوات الحامية القصر. عشرة ضباط رفيعي المستوى أعدموا في وقت لاحق لمشاركتهم في الانقلاب.
- 15 يوليو - اخر رسالة من القائد الفلسطيني أبو علي إياد المحاصر في عجلون
- 16 يوليو - اخر رسالة من القائد الفلسطيني أبو علي إياد المحاصر في عجلون
- 28 يوليو - إعدام عبد الخالق محجوب القيادي السوداني البارز في الحركة الشيوعية.

### سبتمبر
- 3 سبتمبر - استقلال قطر

### أكتوبر
- 28 أكتوبر- المملكة المتحدة تطلق القمر الاصطناعي بروسيبرو، وبهذا أصبحت سادس دولة تتمكن من إطلاق قمر اصطناعي بصفة مستقلة.

### نوفمبر
- 14 نوفمبر - حفل تتويج البابا شنودة الثالث للجلوس على كرسي البابوية في الكاتدرائية المرقسية الكبرى بالقاهرة في 14 نوفمبر 1971 وبذلك أصبح البابا رقم (117) في تاريخ البطاركة.

### ديسمبر
- 2 ديسمبر - استقلال الإمارات العربية المتحدة السبعة وإعلان قيام دولة الإمارات العربية المتحدة.
- 16 ديسمبر - استقلال دولة البحرين.
- 22 ديسمبر - انتخاب النمساوي كورت فالدهايم أمينًا عامًا للأمم المتحدة خلفًا ليو ثانت.

## مواليد
- آلان ستبس
- آمال الأطرش
- آنيت أولزون
- أحمد الصافي
- أحمد عز (ممثل)
- أحمد ناصر المحمد الصباح
- أرانشا سانشيز فيكاريو
- أرماندو ريفيرو
- ألان نيلسن
- ألفونسو تشامي
- ألن توديك
- أليسون كروس
- أليكساندرا أدي
- أماندا هولدن
- أمجد طعمة
- أنتونيوس نيكوبوليدس
- أندي كول
- أولي شيرين
- إسماعيل أورزايز
- إليسا
- إياد نصار
- إيال جولان
- إيان والكر
- إيمان عياد
- إيميلي مورتيمير
- العيادي الحمروني
- ايوان مكريغير
- باتريسيا فيلاسكيز
- باسكال زوبربوهلر
- باولينا روبيو
- بتينا ويغمان
- براد فريدل
- برخا دوت
- برونو نغوتي
- بول بيتاني
- بيتر سارسجارد
- بيرنارد لامبورد
- بيير تشافروندير
- تاليا
- تشوك بلومبو
- توباك
- توموكي هاسيغاوا
- ثامر جابر الأحمد الصباح
- جادا بينكيت سميث
- جانلوكا أتزوري
- جلعاد تسوكرمن
- جوزيب غوارديولا
- جوسيب غوارديولا
- جوناثان ديفيس
- حردان التكريتي
- خالد أمين
- خالد العجيرب
- خالد مسعد
- خواو فييرا بينتو
- داميان لويس
- دايدو
- دنيس ريتشاردز
- دوايت يورك
- دولوريس أوريوردان
- ديف ويتنبرغ
- ديك نورمان (كرة مضرب)
- راؤول بوفا
- راشد الفارس
- ريتشارد كرايتشك
- ريكاردو لوبيز فيليبي
- ريكي مارتن
- رينالد بيدروس
- ريه كغيميا
- زبير بية
- زلاتكو زاهوفيتش
- زهران علوش
- ساشا بارون كوهين
- سامويل فنسنت
- سانا لاثان
- ساندرا أوه
- سعد مينه
- سلوبودان كوملينوفيتش
- سيريل دومورو
- سيزار سانشيز
- سيلينا
- سيمبي كالي
- شون أستين
- شيرين أبو عاقلة
- ضاري فهد الأحمد الصباح
- صفاء النعيمي
- طارق ثابت
- عامر منيب
- عبد الكبير الركاكنة
- عبير صبري
- عبير فضة
- علي الجابري
- علي الجفري
- علي الديك
- عماد عقل
- عمار الحكيم
- عبد العزيز عطيه
- عمر حديد
- عبد الله الشاهين
- غرانت جورج
- غراهام ألكسندر
- غريغوري ويمبي
- غوران إيفانيسيفيش
- فتحي عبد الوهاب
- فرانشيسكو تولدو
- فريد موندراغون
- فوزي الرويسي
- فينيدي جورج
- كارلا جوجينو
- كارلوس غامارا
- كرستين تايلور
- كريس باتون
- كريستينا أبلغيت
- كويتشي توتشيكا
- لانس آرمسترونج
- لورينت كازانوفا
- لوك ويلسن
- لويجي دي بيادجو
- لي يونغ آي
- ليليان لاسلاند
- مهلهل المضف
- ماجد المهندس
- مارتن أتكنسون
- مارتن هانسون
- مارك هنري
- مارك والبيرغ
- ماري لين راجسكوب
- ماكسيما أميرة هولندا
- مالك القلاف
- مايك تايلور
- مايكل هول
- محمد الخليوي
- محمد العيسى
- محمد الدغيشم
- محمد بنيان
- محمد جمعة بادي
- محمد حافظ
- محمد عبد الله المبارك الصباح
- محمود أبو فروة الرجبي
- مصطفى حاجي
- منال عفيفي
- مورتن ويهورست
- مونيكا بوتر
- ميران بافلين
- ناثان فيليون
- ناوكي سوما
- نجيب أمهالي
- نواف سعود الصباح
- نشأت شاشماظ
- نطوان علي الأشقر
- نوه جونغ يون
- نيشان ديرهاروتيونيان
- نيكلاس ألكساندرسون
- نيكو كوفاتش
- نيكول كوست
- نيكولاي فوجل
- هدى عمار
- هنريك لارسون
- هوارد ويب
- هينك تيمر
- واين أرثرز (كرة مضرب)
- وينونا رايدر
- ياسر المصري
- ياسيوكي كاسي
- يحيى غولمحمدي
- يوهان مجالبي
- خالد الزعاق
- طارق الجلاهمة
- طارق العوضي

### فبراير
- 23 فبراير - أتسُشي كيسايتشي، ممثل أداء صوتي ياباني.

### مارس
- 5 مارس - يوري لوينثال، ممثل أداء صوتي أمريكي.

### أبريل
- 25 أبريل - توموكو كاواكامي، ممثلة أداء صوتي يابانية.

### مايو
- 3 مايو - تشاك هيوبر، ممثل أداء صوتي أمريكي.

### يونيو
- 11 يونيو - كينجيرو تسودا، ممثل أداء صوتي ياباني.
- 29 يونيو - نوال الزغبي، مغنية لبنانية.

### أغسطس
- 16 أغسطس - باسم ياخور، ممثل سوري.

### ديسمبر
- 7 ديسمبر - يوشيهيسا هيرانو، ملحن ياباني.

## وفيات
- أحمد بحنيني
- أرني تيسيليوس
- أمين زكي سليمان
- أمين يوسف غراب
- إيجور تام
- إيغور سترافينسكي
- بابلو نيرودا
- برنارد هوساي
- بول كارير
- توفيق صايغ
- توماس ادموند ديوي
- تيودور سفيدبيرغ
- غاستون فييت
- جورج لوكاش
- جون بويد
- جيرترد فون لي فورت
- جيورجيوس سفريس
- دين آتشيسون
- رالف بنش
- سبيسرد ليندساي هولند
- سوني ليستون
- طه الفشني
- عبد الجبار حامد الجومرد
- عبد الرازق السنهوري
- عبد الرحمن الوكيل
- عبد العزيز العروي
- عبد العظيم زاهر
- علي إبراهيم المواش
- علي ثنيان الأذينة
- علي صالح الفضالة
- فؤاد الركابي
- فالح البريعصي
- فرانسوا دوفالييه
- فيكرام سرابهاي
- قدري طوقان
- كوكو شانيل
- كيرلس السادس (بابا الإسكندرية)
- لين بياو
- ماتياش راكوشي
- ماريو ماغنوزي
- مانويل فيرنانديز (مدرب)
- محمد اليمني الناصري
- محمد شفيق العاني
- محمد علي العجلوني
- محمد نصيف
- ملا مرشد
- نيكيتا خروشوف
- هاري فرانسيس كيلي
- وارن فوستر
- وصفي التل
- وليم لورنس براغ
- وندل ستانلي
- ويليام لافا

### يونيو
- 6 يونيو - لويس أرمسترونج، مغني وعازف جاز أمريكي.

### يوليو
- 28 يوليو - عبد الخالق محجوب.

### أكتوبر
- 19 أكتوبر - فؤاد جميل، أكاديمي ومترجم وباحث عراقي.

## نال جائزة نوبل
- في الفيزياء – البريطاني دنيس غابور.
- في الكيمياء – الكندي غيرهارد هيرتسبيرغ.
- في الطب – الأمريكي إيرل سوثرلند.
- في الأدب – التشيلي بابلو نيرودا.
- في السلام – الألماني فيلي برانت.
- في الإقتصاد – الأمريكي سيمون كوزنتس.